# 프란체 프레셰렌
프란체 프레셰렌(슬로베니아어: France Prešeren, 1800년 12월 3일 ~ 1849년 2월 8일)은 슬로베니아의 시인이다. 그는 강렬한 감정이 들어간 글을 쓰기로 유명했으며, 슬로베니아 낭만주의의 선두주자이다.

## 생애
당시 오스트리아 합스부르크가의 지배를 받던 슬로베니아의 브르바(Vrba, 현재의 지로브니차)라는 마을의 농촌 집안에서 태어났으며, 그의 어머니는 그가 성직자가 되기를 바랬다고 한다. 빈 대학교에서 철학과 법학을 공부한 후, 당시 오스트리아의 주도인 라이바흐(류블랴나)에 있는 법률 사무소에 비서로 취직했다. 독립 변호사는 되지 않았다.
슬로베니아는 프레셰렌의 사망일을 '프레셰렌의 날'로 지정했으며, 이는 슬로베니아의 문화 공휴일이다. 슬로베니아의 국가인 《축배》는 그가 작사한 노래이다. 종종 이름이 독일어 이름인 "프란츠 프레셰렌"(독일어: Franz Prescheren)으로 표기된 문서를 발견할 수 있다.

## 작품
- 〈소네트의 화환〉(Sonetni venec, 1834년)
- 〈사비차의 세례〉(Krst pri Savici, 1836년)